# Ozimek
Ozimek [ɔˈʑimɛk] (deutsch Malapane) ist eine Stadt mit rund 8900 Einwohnern und einer Fläche von 3,25 km² im polnischen Powiat Opolski der Woiwodschaft Opole. Die Stadt ist Sitz der gleichnamigen Stadt-und-Land-Gemeinde. 
Der polnische Name der Stadt geht auf eine hier vor 1753 befindliche Mühle zurück, deren Besitzer den Nachnamen Ozimek besaß. Der deutsche Name ist dem Fluss entlehnt, der durch den Ort fließt.

## Geographie
Ozimek liegt in der historischen Region Oberschlesien im Oppelner Land. Die Stadt liegt ca. 22 km östlich von der Kreisstadt und Woiwodschaftshauptstadt Opole (Oppeln). 
Der Ort liegt in der Nizina Śląska (Schlesische Tiefebene) innerhalb der Równina Opolska (Oppelner Ebene). Durch den Ort fließt die Mała Panew (dt. Malapane), ein rechter Zufluss der Oder. Etwa 5 km nordwestlich der Stadt befindet sich der Turawa-Stausee.
Durch Ozimek verlaufen zwei überörtliche Straßen, darunter die Landesstraße Droga krajowa 46 und die Woiwodschaftsstraße Droga wojewódzka 463. Südlich des Stadtkerns verläuft die Bahnstrecke Zawadzkie–Opole mit dem Haltepunkt Ozimek.

## Geschichte

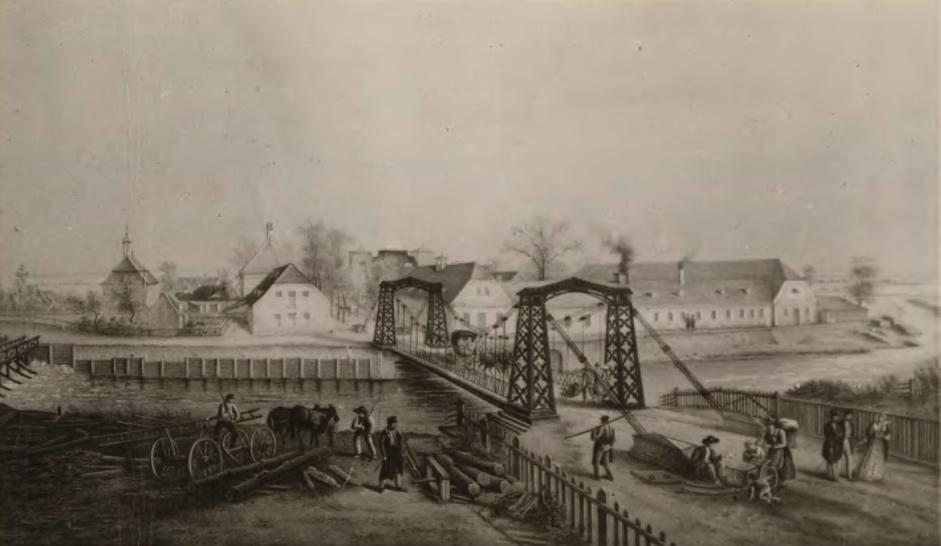
Malapane mit Kettenbrücke im 19. Jahrhundert

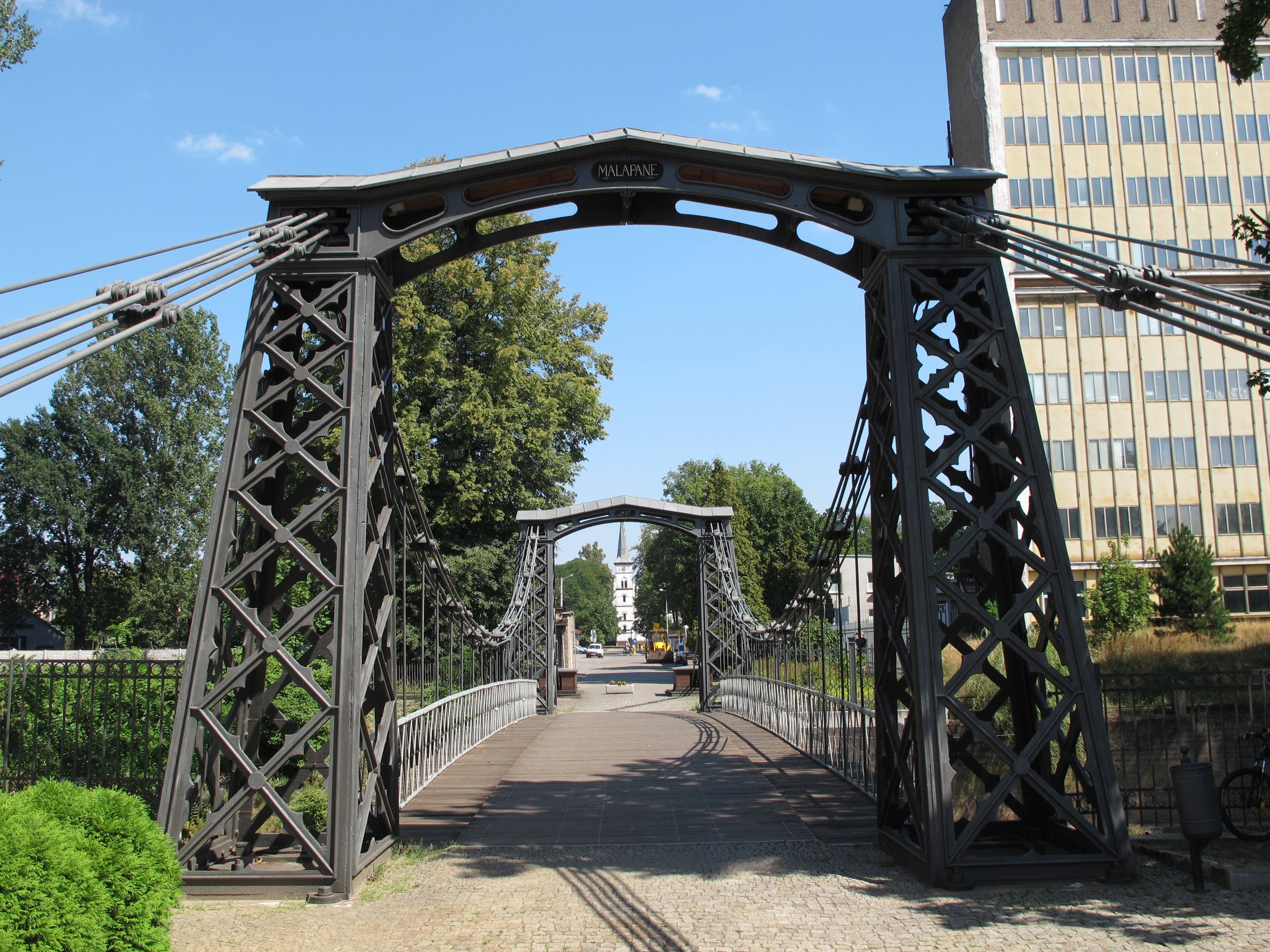
Die Kettenbrücke

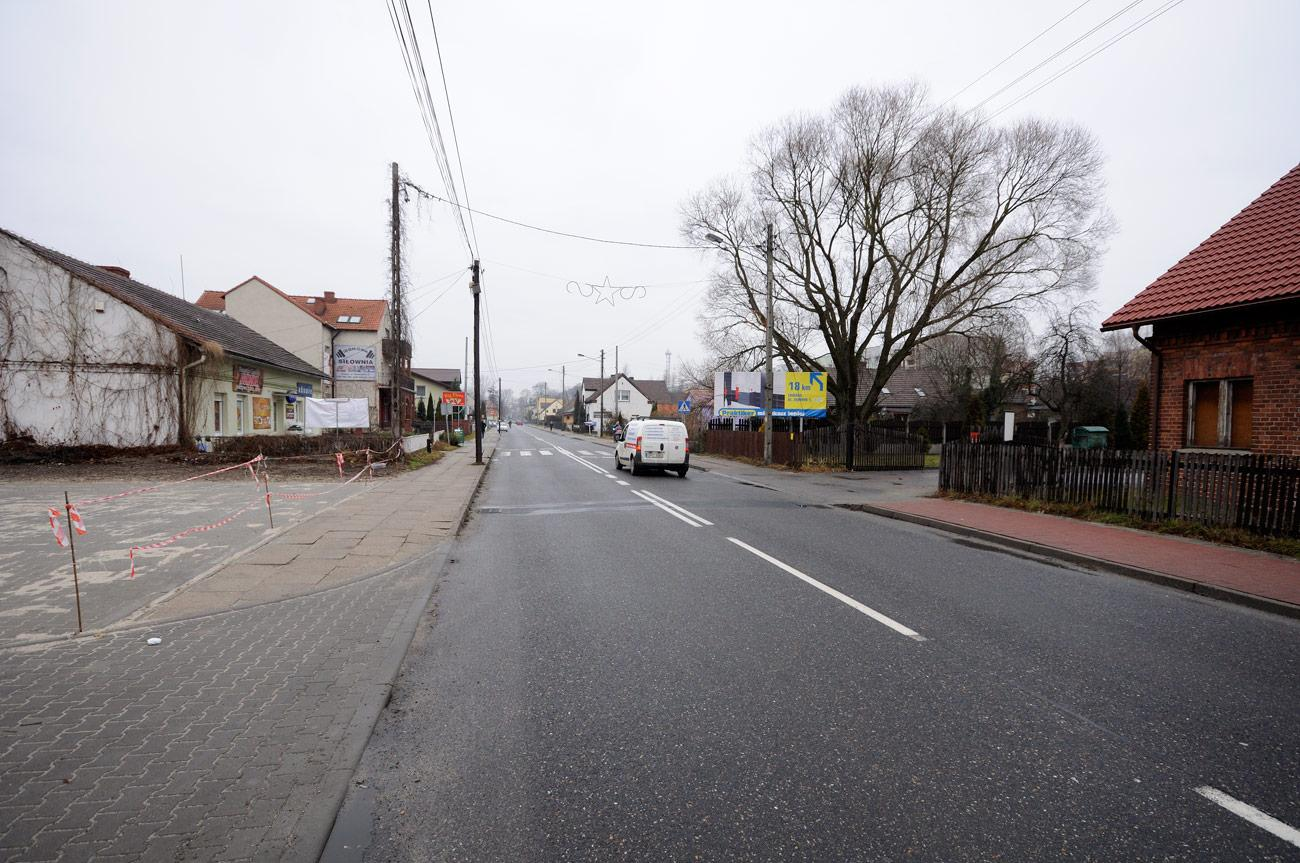
Ortsbild

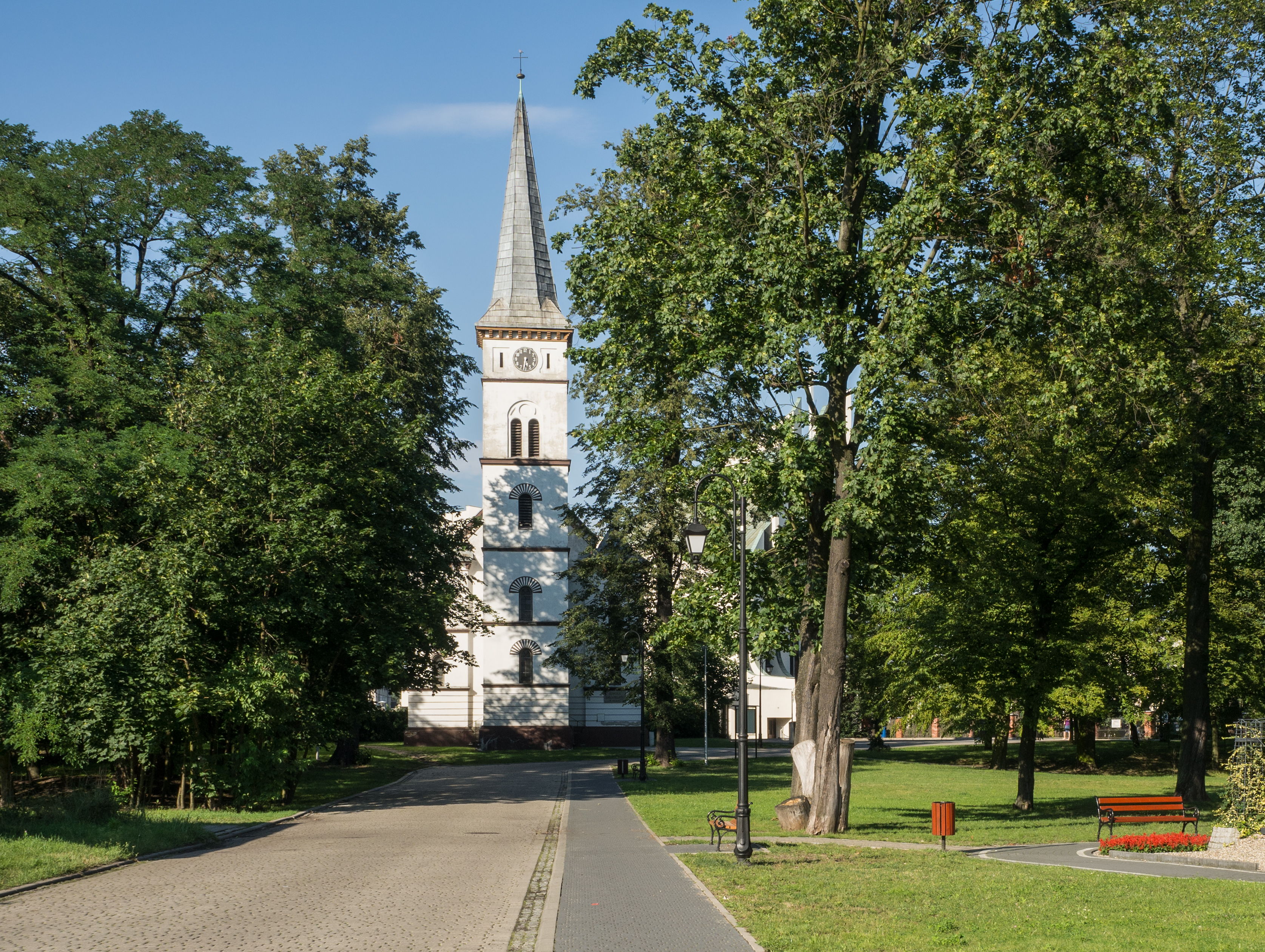
Vorderansicht der evangelischen Kirche

Bis zur Mitte des 18. Jahrhunderts befanden sich an der Stelle der heutigen Stadt dichte Wälder. Nachdem an der Malapane große Raseneisensteinlager entdeckt wurden, erfolgte 1753 und 1754 auf Befehl König Friedrichs II. von Preußen der Bau von zwei Hochöfen am Fluss.
Zusammen mit den Frischfeuern in Krascheow (Krasiejów), Jedlitze (Jedlice) und Dembiohammer (Dębska Kuźnia) entstand aus diesen Hochöfen die erste staatliche Eisenhütte in Oberschlesien, das Eisenhüttenwerk Malapane. Ab 1780 wurde der Ort Sitz eines königlichen Hüttenamtes.
Die Hüttenleute wurden aus den westlichen Provinzen Preußens angeworben, für sie wurde die Kolonie Hüttendorf (heute ulica Wyzwolenia) errichtet. Den Bau der Kolonie, der 1762 begann, leitete der Oberforstmeister Johann Georg Rhedanz (1695–1765), unter dessen Regie auch schon der Bau des Hüttenwerkes erfolgt war.
Die Produktion von gusseisernen Geschützen in Preußen begann 1783 in Malapane. 1789 wurden erstmals auf dem europäischen Kontinent Versuche gemacht, in einem Hochofen des Werkes für den Schmelzprozess Koks anstelle der bis dahin üblichen Holzkohle einzusetzen. Dies führte zum Bau eines funktionsfähigen, mit Koks betriebenen Hochofens im Königlichen Hüttenwerk Gleiwitz, das 1796 seinen Betrieb aufnahm. Die erste Dampfmaschine Deutschlands errichtete der aus Ellrich stammende August Friedrich Holzhausen im Jahre 1794.
Die Teile für die erste gusseiserne Brücke Deutschlands, sie führte in Laasan (Łażany) über das Striegauer Wasser, wurden 1796 hier gegossen.
1801 entstand in Malapane ein Denkmal für den 1765 verstorbenen Oberforstmeister Rhedanz nach Plänen von Karl Friedrich Schinkel. Nach ihm wurde auch die Rhedanz-Insel in der Malapane benannt. Auch die 1819 errichtete evangelische Kirche stammt von Schinkel.
Neben der Kanonengießerei war Malapane auch für seinen Kunstguss bekannt. Beispiele dafür sind der 23 m hohe und 12,5 Tonnen schwere Obelisk von Ullersdorf (Ołdrzychowice Kłodzkie) an der Landecker Biele (Biała Lądecka) aus dem Jahr 1802 oder auch die Kettenbrücke in Malapane von 1827, die die erste Kettenbrücke Europas war.
1829 wurde die Kolonie Wälder nach Malapane eingemeindet. Mit dem Entstehen des Oberschlesischen Industriegebiets wurde Malapane zu einem der größten Stahlproduzenten Schlesiens. Der Eisenguss wurde eingestellt, als die Raseneisenerzlagerstätten in der Umgebung abgebaut waren.
Bei der Volksabstimmung in Oberschlesien am 20. März 1921 stimmten in Malapane 164 Wahlberechtigte für einen Verbleib bei Deutschland und 31 für Polen. In Hüttendorf stimmten 317 Personen für Deutschland und 51 für Polen. Malapane und Hüttendorf verblieben beim Deutschen Reich.
Zum 1. Januar 1929 wurde der Gutsbezirk Malapane Hüttenwerk aufgelöst und sein Gebiet mit der Landgemeinde Hüttendorf zur neuen Landgemeinde Malapane zusammengeschlossen. 1944 gehörte das Hütten- und Edelstahlwerk Malapane zu den Vereinigten Oberschlesischen Hüttenwerken AG und beschäftigte etwa 3000 Arbeitskräfte.
Nach dem Zweiten Weltkrieg erhielt der Ort den Namen Ozimek. Namenspatron war ein Müller, dessen Mühle, laut damaliger kommunistischen Führung, vor der Errichtung des Hüttenwerks an der Malapane stand.
Das Werk, das 1945 durch die Rote Armee vollständig demontiert wurde, wurde als Hüttenkombinat Małapanew wieder aufgebaut und beschäftigte um 1975 etwa 7000 Menschen. Nach dem Ende der kommunistischen Herrschaft in Polen und der Öffnung zu den internationalen Märkten musste die Hütte in Ozimek im Jahre 1989 die Produktion einstellen, da sie der Konkurrenz auf dem Stahlmarkt nicht gewachsen war. Damit ging eine fast 250-jährige Tradition der Eisen- und Stahlproduktion in Malapane zu Ende.
Ozimek war seit 1954 eine städtische Siedlung und erhielt im Jahre 1962 das Stadtrecht.

### Einwohnerentwicklung
1885:  185 Einwohner

1905:  180

1925: 1.131 (einschließlich Hüttendorf)

1939: 3.998

1957: 3.500

1961: 3.698

1971: 5.000

31. Dez. 1995: 10.999

31. Dez. 2000: 10.479

31. Dez. 2005: 9.994

## Politik

### Städtepartnerschaften
Am 11. Juli 1992 fand in der Aula der Realschule Heinsberg die offizielle Beurkundung der Städtepartnerschaft zwischen Heinsberg (Nordrhein-Westfalen) und Ozimek statt. Vereinbart wurden „Kontakte und Austauschprogramme“, insbesondere für die Jugend. Inzwischen hat sich eine offene und herzliche Freundschaft zwischen den beiden Städten entwickelt. Zu den Höhepunkten zählen sicherlich die alle zwei Jahre stattfindenden Partnerschaftstage, die abwechselnd in Ozimek oder Heinsberg veranstaltet werden.
1997 wurde eine Partnerschaftsurkunde zwischen Ozimek und der tschechischen Stadt Rýmařov (Römerstadt) unterschrieben.
Des Weiteren besteht eine Freundschaft mit dem hessischen Schotten.

## Sehenswürdigkeiten

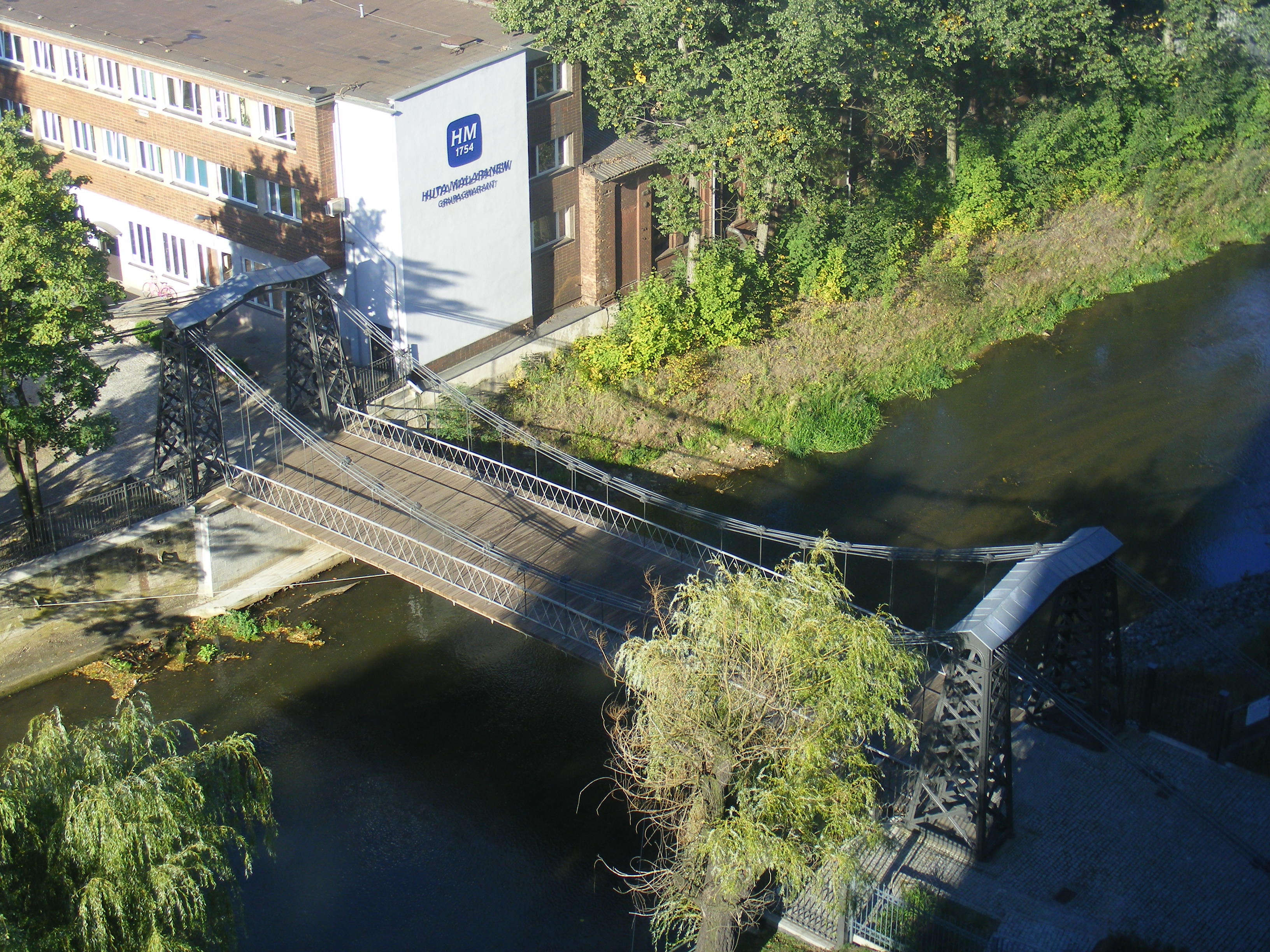
Luftbild der Kettenbrücke über die Malapane

Die Sehenswürdigkeiten der Stadt Ozimek sind eng mit der Industrialisierung und der örtlichen Hütte verbunden.

### Kettenbrücke
Die Kettenbrücke auf dem Hüttengelände überspannt die Malapane und wurde 1827 im gleichnamigen Hüttenwerk gegossen. Die Konstruktion geht auf Maschineninspektor Schottelius zurück. Heute dient sie nur noch Fußgängern als Übergang und gilt als älteste Eisenkettenbrücke in Europa.

### Evangelische Kirche

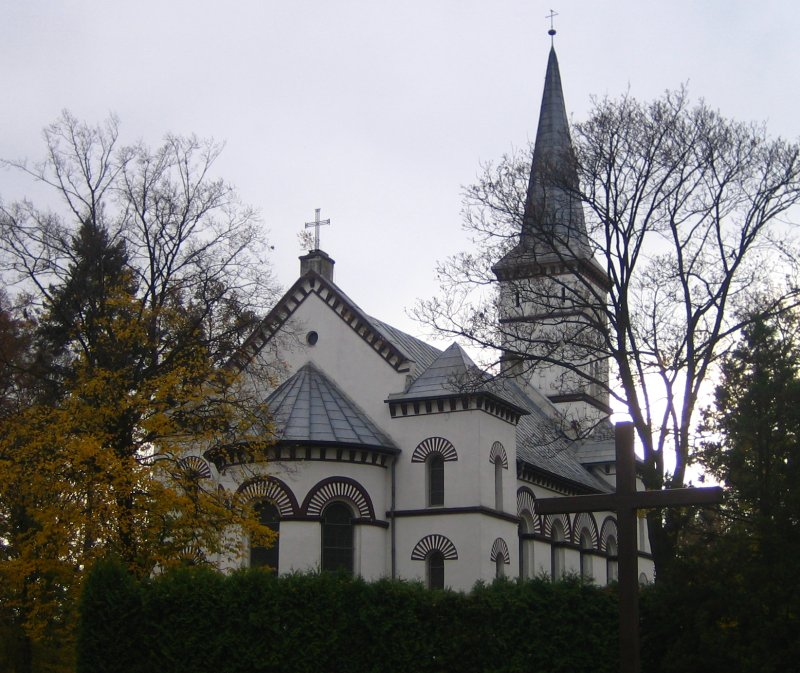
Rückansicht der Schinkelkirche

Erst 50 Jahre nach ihrer Gründung 1768 erhielt die evangelische Pfarrei in Malapane eine eigene Kirche. Nach einem Entwurf Karl Friedrich Schinkels wurde von 1819 bis 1821 die evangelische St.-Johannes-Kirche errichtet. Schinkel schuf einen schlichten Saalbau im Rundbogenstil, der von vier Türmchen flankiert wurde und an der Ostwand eine Apsis erhielt. Kennzeichnendes Zier- und Gliederungselement der Kirche sind die Ziegelrahmungen der Fensterbögen, die mit dem ansonsten verputzten Äußeren kontrastieren. Ursprünglich verfügte die Kirche nur über einen freistehenden, hölzernen Glockenturm mit zwei Glocken. Erst 1859 wurde mit dem Aufbau eines Frontturms über der Eingangshalle begonnen, den Maurermeister Munscheid ausführte. 1860 konnte der Kirchturm mit seinem schlanken Helm eingeweiht werden. Trotz der Flucht und Vertreibung der meisten Gemeindemitglieder infolge des Zweiten Weltkriegs dient das Gebäude bis heute der evangelisch-augsburgischen Gemeinde als Gotteshaus. Der Großteil der wertvollen neugotischen Innenausstattung der Kirche, die in der örtlichen Hütte gegossen wurde, fiel 1988 einem Brand zu Opfer.

### St. Johannes Baptist
Die alte Pfarrkirche St. Johannes Baptist wurde von 1934 bis 1935 nach Plänen von Anton Mokroß an der Ortsgrenze zu Schodnia, in unmittelbarer Nähe zur Eisenhütte errichtet. Mit zunehmender Expansion des Eisenwerkes ging die Kirche 1978 in den Besitz der Huta Małapanew über. Die Kirchengemeinde erhielt im Gegenzug ein Grundstück in der Nähe der evangelischen Kirche, auf dem 1978–1983 die heutige Pfarrkirche errichtet wurde.

## Vereine
- Deutscher Freundschaftskreis[6]
- Fußballverein KS Małapanew Ozimek
- Freiwillige Feuerwehr OSP Ozimek

## Gemeinde
Die Stadt-und-Land-Gemeinde Ozimek umfasst ein Gebiet von 126,5 km², auf dem fast 20.000 Menschen leben.

## Persönlichkeiten

### Söhne und Töchter der Stadt
- Wilhelm August Stilarsky (um 1780–1838), Eisengießer
- Karl Richter (1829–1893), Montanindustrieller
- Paul Wachler (1834–1912), Bergbeamter
- Maximilian Sladek (1875–1925), deutscher Theaterschauspieler, Theaterregisseur und Theaterintendant
- Franz Gruß (1931–2006), Bildhauer
- Ernst Kiehl (* 1937), Volksliedsammler, Liederforscher und Heimatkundler
- Gerd-Peter Eigner (1942–2017), Schriftsteller
- Adam Kępiński (* 1975), Politiker
- Peter Schyrba (* 1980), deutscher Fußballspieler
- Waldemar Sobota (* 1987), Fußballspieler
- Paweł Olkowski (* 1990), Fußballspieler
- Paweł Genda (* 1994), Handballspieler

### Weitere mit der Stadt verbundene Persönlichkeiten
- Johann Friedrich Wedding (1759–1830), deutscher Bauingenieur, Hüttenbauinspektor in Malapane
- Ernst Friedrich Dürre (1834–1905), deutscher Hüttenkundler, Registraturbeamter bei den Hüttenwerken Malapane

## Schrifttum
- Juros, J.T. (2022): Im Tal der Malapane - Die Geschichte der friderizianischen Hüttensiedlung Malapane (Ozimek) von 1754 bis 1945. Verein Malapane-Tal, Ozimek. Deutsche Ausgabe der zweiten Auflage. ISBN 978-83-929717-9-5